# Friedrich Zander
Friedrich Arturovich Zander (en cirílico ruso Фридрих Артурович Цандер, y en letón Frīdrihs Canders) (1887-1933) fue un ingeniero ruso de origen letón, pionero en cohetería y astronáutica, autor del primer diseño de cohete de combustible líquido soviético.

## Biografía
Nació en Riga el 23 de agosto de 1887, en una familia de origen alemán del Báltico. A los 11 años ingresó en la escuela técnica de Riga, en donde conoció el trabajo del pionero de la astronáutica Konstantín Tsiolkovski y se apasionó por los viajes espaciales, en especial por el viaje a Marte, hasta el punto de que es recordado por su máxima "¡Adelante, hacia Marte!". Tras graduarse en ingeniería en la escuela politécnica de Riga en 1914, se trasladó a Moscú, donde se casó y tuvo dos hijos (llamados Mercurio y Astra), desempeñando diversos trabajos hasta su fallecimiento el 28 de marzo de 1933.

## Contribuciones
En 1908 realizó su primera publicación, tratando los problemas de los viajes espaciales en "Problemas de los vuelos interplanetarios", donde fue el primero en sugerir la creación de invernaderos en las naves espaciales. En 1911 publicó sus primeros planos de una nave espacial. En 1921 presentó sus trabajos a la Asociación de inventores, donde conoció a Lenin.
En 1924 fundó junto con su mentor Tsiolkovski la "Sociedad para el Estudio de Viajes Interplanetarios" (Общество изучения межпланетных сообщений), en donde se trató la posibilidad de viajar a Marte, se patentaron prototipos de cohetes, o se hizo mención por primera vez a la posibilidad de viajar mediante velas solares.
A partir de 1929, Zander se dedicó al desarrollo de cohetes para misiles, ingresando en el "Grupo para el Estudio del Movimiento a Reacción" (en ruso: Группа изучения реактивного движения, abreviado como ГИРД o GIRD); el primer gran equipo profesional dedicado a la cohetería. El modelo de cohete GIRD-10, diseñado por él, consiguió volar el 25 de noviembre de 1933, pero Zander no vivió para verlo, muriendo de tifus pocos meses antes.
En 1932 se publicó su libro "Problemas del vuelo por propulsión a chorro", que sería traducido al inglés por la NASA en 1964.

## Reconocimientos
- La Academia Lituana de Ciencias tiene un premio de física y matemáticas con su nombre, y también se le ha honrado nombrando un cráter lunar en su honor.

## Eponimia
- El cráter lunar Tsander lleva este nombre en su memoria.[5]